# Bowyczyny
Bowyczyny – wieś w Polsce położona w województwie wielkopolskim, w powiecie kolskim, w gminie Chodów.